# Эберхард III (граф Вюртемберга)
Эберхард III Кроткий (нем. Eberhard III., der Milde; 1364, Штутгарт — 16 мая 1417, Гёппинген) — граф Вюртемберга с 1392 года. Внук Эберхарда II Сварливого, наследовал все обширные владения своего деда.
Он вступил в союз с городами, разбил швабских и рейнских рыцарей близ Геймсгейма и взял в плен трех королей «союза дубины» (Schlegel-Könige). Присоединившись к союзу прибрежных городов у Боденского озера с аббатом Сент-Галленским, Эберхард воевал против «мятежников» — аппенцельцев (1407 год).